# Bund freier Bürger – Offensive für Deutschland
El Bund freier Bürger – Offensive für Deutschland (BFB – Die Offensive) que traducido significa Confederación de ciudadanos libres - Ofensiva para Alemania fue un partido político minoritario en Alemania, existente entre 1994 y 2000. Si bien se autodefinía como conservador liberal y liberal nacionalista, la opinión pública siempre lo consideró un partido populista de derecha.

## Historia
Fue fundado en Wiesbaden el 21 de enero de 1994, como un partido opuesto al Tratado de Maastricht, bajo el liderazgo del exmiembro del FDP, Manfred Brunner. Con el apoyo de Jörg Haider y su Partido de la Libertad de Austria, el BFB participó en las Elecciones al Parlamento Europeo de 1994, donde obtuvo 385.676 votos, equivalentes al 1.1% de las preferencias.
En 1996, obtuvo un escaño en el consejo de la ciudad de Múnich. Para las elecciones estatales de Hamburgo de 1997 gastó aproximadamente un millón de euros en campaña, pero obtuvo sólo el 1.3%. En las elecciones federales de 1998 obtuvo el 0,2% de los votos.
En 1999,  Markus Roscher fue elegido presidente del partido, pero posteriormente renunció a su cargo.  Heiner Kappel fue elegido como su sucesor.
El 15 de agosto de 2000, el partido finalmente se disolvió.

## Clasificación política
Si bien el partido se definía cono "liberal-conservador", durante su existencia se le calificó principalmente como populista y ultraderechista.
A pesar de esto, el BFB actuó como un partido más cercano al liberalismo nacionalista y económicamente sus miembros también se identificaban como liberales. Entre sus referentes políticos citaban a Gustav Stresemann, Erich Mende y Thomas Dehler.
Aun así, debido a sus supuestas posiciones extremistas, el BFB fue vigilado constantemente por los servicios de inteligencia alemanes, tanto a nivel federal como estatal.